# Miloš Jovanović
Miloš Jovanović, cyr. Милош Јовановић (ur. 19 sierpnia 1976 w Belgradzie) – serbski polityk, prawnik, politolog i nauczyciel akademicki, parlamentarzysta, od 2017 przewodniczący Nowej Demokratycznej Partii Serbii (DSS).

## Życiorys
Ukończył szkołę średnią w Belgradzie. Następnie studiował na Université Panthéon-Sorbonne, gdzie został absolwentem prawa (1999) i nauk politycznych (2000), a w 2001 uzyskał magisterium ze stosunków międzynarodowych. Doktoryzował się w 2010. Do 2005 pracował na wydziale prawa paryskiej uczelni, po czym podjął zatrudnienie w instytucie badawczym w Belgradzie. W 2007 został doradcą ministra Slobodana Samardžicia, a w 2008 koordynatorem zespołu prawnego serbskiego rządu. Od 2011 nauczyciel akademicki na wydziale prawa Uniwersytetu w Belgradzie.
Działacz Demokratycznej Partii Serbii, w 2010 objął funkcję jej wiceprzewodniczącego, sprawując ją przez trzy lata. W latach 2012–2013 wykonywał mandat posła do Zgromadzenia Narodowego. W 2017 wybrany na przewodniczącego DSS. W 2019 zainicjował powołanie ruchu „Metla 2020”.
W 2022 kandydował w wyborach prezydenckich, otrzymując w pierwszej turze około 6% głosów i zajmując trzecie miejsce wśród 8 kandydatów. W tym samym roku był jednym z liderów koalicji NADA w wyborach parlamentarnych, uzyskując w ich wyniku ponownie mandat deputowanego. Również w 2022 jego ugrupowanie przyjęło nazwę Nowa Demokratyczna Partia Serbii, a Miloš Jovanović pozostał na jej czele. W wyborach w 2023 kandydował z pierwszego miejsca koalicji NADA, z powodzeniem ubiegając się o reelekcję.